# Antoni Jarkowski
Antoni Jarkowski (ur. 1760, zm. 1827) – polski filozof.
Wychowanek krakowskiego Seminarium Nauczycielskiego, profesor prawa i prefekt Liceum Krzemienieckiego. Zajmował się popularyzowaniem fizjokratyzmu. Ceniony był przez Kołłątaja, który dyskutował z Jarkowskim swoje dzieło pt. Porządek fizyczno-moralny. Autor dzieła Przedmowa do uczniów (Poczajów, 1805), w którym przedstawił dzieje i znaczenie fizjokratyzmu w Polsce.